# Alenka Gotar
Alenka Gotar (Lubiana, 1977) è un soprano sloveno.
Con la canzone Cvet z juga (in italiano "Fiore del sud") ha rappresentato la Slovenia all'Eurovision Song Contest 2007 ad Helsinki. Si è aggiudicata il 5º posto alle semifinali qualificandosi per la finale, terminata al 15º posto.